# Proserpine (Paisiello)

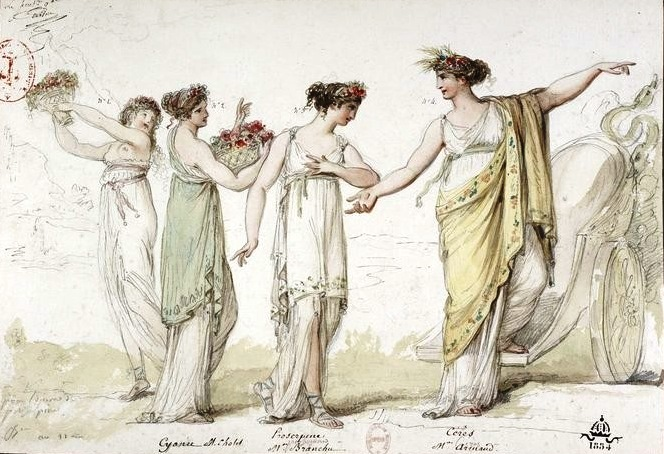
I costumi di Berthélemy per la prima del 1803 raffiguranti (da sinistra a destra) una ninfa, Cyané, Proserpina e Cérès

Proserpina è un'opera in lingua francese del compositore italiano Giovanni Paisiello . Si presenta sotto forma di una tragédie lyrique in tre atti. Il libretto, di Nicolas-François Guillard, è una rielaborazione di Proserpine di Philippe Quinault. L'opera di Paisiello fu rappresentata per la prima volta il 28 marzo 1803 all'Opéra di Parigi.

## Retroscena
Paisiello era il compositore preferito di Napoleone Bonaparte . Quando Napoleone divenne Primo Console di Francia nel 1801, invitò Paisiello a Parigi per diventare il suo maître de Chapelle privato. Il musicista settantunenne era riluttante a lasciare Napoli, ma il re Ferdinando IV fece pressioni su di lui affinché accettasse per favorire le relazioni diplomatiche franco-napoletane. 
Paisiello arrivò a Parigi nel 1802. Qui l'Opéra gli propose di scrivere un'ambientazione della rielaborazione di Proserpine di Guillard, un libretto di Philippe Quinault originariamente ambientato da Jean-Baptiste Lully e presentato per la prima volta nel 1680. La moda per tali rielaborazioni era emersa alla fine del XVIII secolo. Gli esempi includono Armide di Gluck (1777) e Amadis de Gaule di JC Bach (1779). Lully e Quinault erano considerati i fondatori della tragédie lyrique, il genere che era il cuore dell'opera seria francese, ma nel periodo classico la musica di Lully sembrava datata. Riutilizzare i libretti di Quinault era un modo per affermare la continuità della tradizione musicale nazionale e per assicurarsi che compositori stranieri, come Gluck e Paisiello, vi fossero legati.  Guillard, seguendo il modello alla moda del dramma metastasiano, ridusse il libretto di Quinault da cinque a tre atti,  concentrando l'azione sulla trama principale, il rapimento di Proserpina da parte del dio Plutone . 

## Cronologia delle prestazioni
Napoleone e la direzione dell'Opéra ammirarono la partitura di Paisiello, ma questa non ebbe successo presso il pubblico parigino. Nello scrivere l'opera, Paisiello fu ostacolato dalla sua scarsa familiarità con la lingua francese e trovò difficile adattare il proprio stile alle convenzioni della tragédie lyrique . Proserpine fu ritirata dal palcoscenico dell'Opéra dopo la sua tredicesima rappresentazione (il 6 dicembre 1803) e non vi fu mai più riproposta.  Paisiello non scrisse mai più un'opera in lingua francese e nel 1804 ritornò in Italia. 
Tra il 1806 e il 1808 Paisiello chiese a Giuseppe Sanseverino di tradurre il libretto in italiano, ma questa versione rimase ineseguita fino al 1988 quando fu rappresentata a Bagni di Lucca nell'ambito del Festival Internazionale di Marlia.  La versione originale francese è stata riproposta al Festival della Valle d'Itria di Martina Franca nel 2003.  Una registrazione dal vivo fu pubblicata l'anno successivo. 

## Ruoli
| Ruolo                  | Tipo di voce                    | Cast della prima, 28 marzo 1803         |
| ---------------------- | ------------------------------- | --------------------------------------- |
| Plutone ( Plutone )    | baritono                        | François Lays                           |
| Ascalaphe (Ascalaphus) | tenore                          | M. Laforêt                              |
| Proserpina             | soprano                         | Alexandrine-Caroline Branchu            |
| Cerès ( Cerere )       | soprano                         | Anne-Aimee Armand                       |
| Giove                  | basse-taille ( basso-baritono ) | Jean Honoré Bertin                      |
| Ciane                  | soprano                         | La signorina Chollet                    |
| Furie                  | 2 tenori e una basse-taille     | MM. Lefebvre, Martin e Picard           |
| Giudici degli Inferi   | 2 tenori e una basse-taille     | M Bonnet, Casimir Éloy e Nicolas Roland |
| Uno spirito benedetto  | soprano                         |                                         |
| Una ninfa              | soprano                         |                                         |

## Registrazione
- Proserpine Sara Allegretta (Proserpine), Piero Guarnera (Pluton), Maria Laura Martorana (Cérès), Bratislava Chamber Choir, Orchestra Internazionale d'Italia, diretta da Giuliano Carella (Dynamic, 2004)